# Chaetodon xanthurus
Chaetodon xanthurus · Poisson-papillon à filet
Espèce
Statut de conservation UICN

 LC  : Préoccupation mineure
Chaetodon xanthurus, communément nommé Poisson-papillon à filet, est une espèce de poisson marin de la famille des Chaetodontidae.

## Localité
Le Poisson-papillon à filet est présent dans les eaux tropicales de la région centrale de l'Indo-Pacifique. Mer Rouge, golfe d'Aden, Océan Indien (Bassin Indo-Pacifique).

## Taille
Sa taille maximale est comprise entre 14 cm et 15 centimètres.